# Thomson (Minnesota)
Thomson – miasto w Stanach Zjednoczonych, w stanie Minnesota, w hrabstwie Carlton.